# François-Antoine Habeneck
François-Antoine Habeneck (født 22. januar 1781 i Mézières, død 8. februar 1849 i Paris) var en fransk musiker.
Habeneck var af tysk herkomst. Som elev af Pierre Baillot ved Conservatoire de Paris blev han violinist i Pariseroperaen samt ledte i perioden 1828–48 Orchestre de la Société des Concerts du Conservatoire, hvilket gennem ham blev verdenskendt, i særdeleshed for deres opførelser af Beethovens symfonier, hvilke Habeneck først indførte i Frankrig.
I 1821–24 var han direktør før Pariseroperaen, og blev i 1825 professor i violin og i 1831 generalinspektør ved konservatoriet, desuden kapelmester ved Pariseroperaen. Habeneck var en fortræffelig god lærer og dirigent; blandt hans elever kan nævnes Jean-Delphin Alard og Hubert Léonard. Habeneck var også komponist.